# 大野村 (熊本県玉名郡)
大野村（おおのむら）は、熊本県の北部、玉名郡にかつてあった村。

## 歴史
- 1889年4月1日 - 野口村、下前原村、中土村、大野下村が合併し大野村が成立。
- 1955年4月1日 - 高道村、睦合村、鍋村と合併し岱明村となる。

## 学校
- 大野村立大野小学校